# Gereformeerde Theologische Universiteit Debrecen
De Gereformeerde Theologische Universiteit te Debrecen (Hongaars: Debreceni Református Hittudományi Egyetem), in Engelse vertaling ook bekend als Debrecen University of Reformed Theology is de opvolger van het Gereformeerd College te Debrecen (opgericht in 1538). De universiteit is een van de Hongaarse centra voor protestantse theologische opleiding, met een grote belangstelling voor het opleiden van predikanten voor de Hongaarse Gereformeerde Kerk. In september 2011 werd de Ferenc Kölcsey Lerarenopleiding van de Gereformeerde Kerk geïntegreerd in de Universiteit.